# Las Batuecas
Las Batuecas est une vallée d'Espagne, à 62 kilomètres S. O. de Salamanque. Petite et entourée de montagnes, elle abrite le monastère de San José de Las Batuecas.

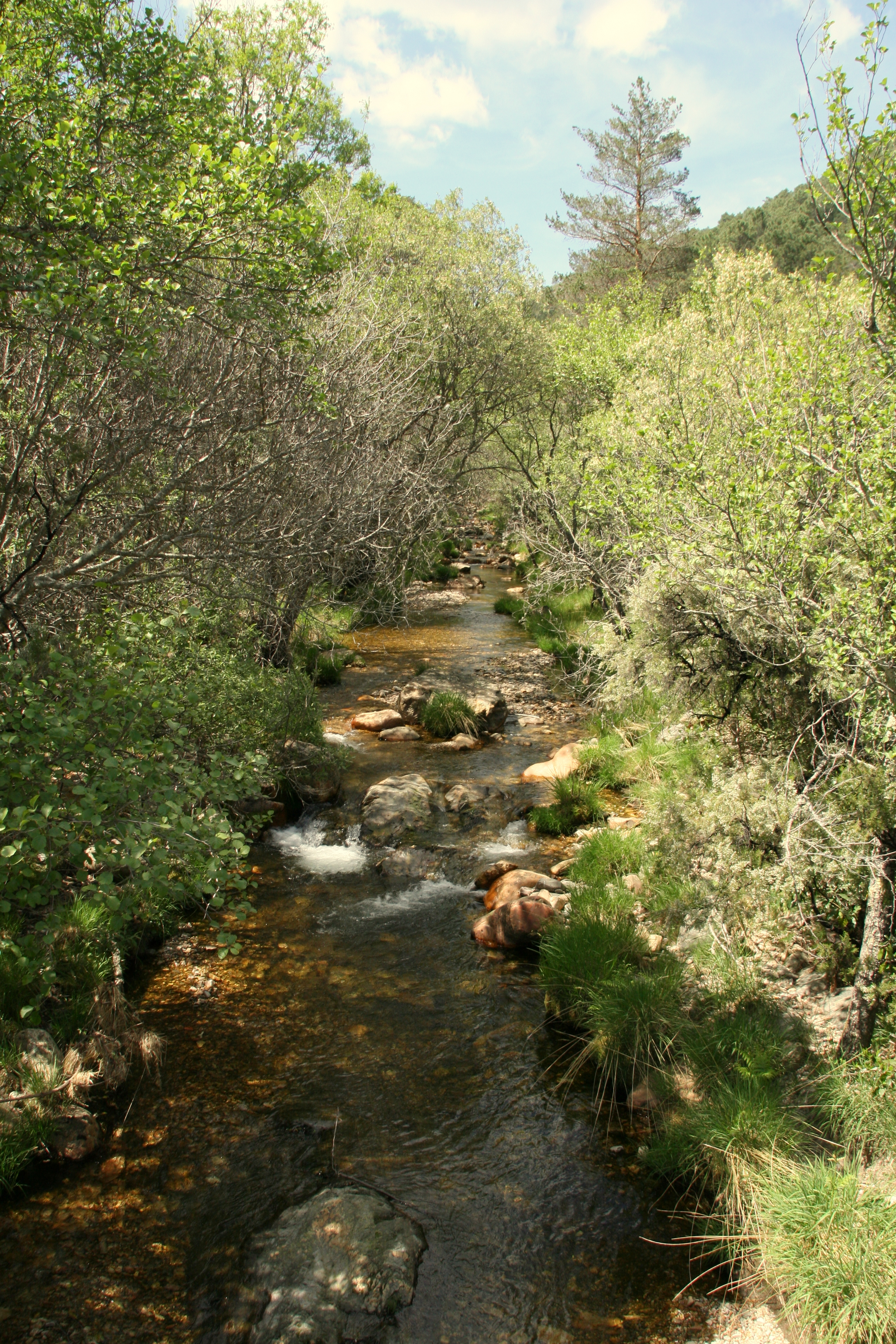
Río Batuecas.